# Курбанаева, Халима Абдулловна
Халима Абдулловна Курбанаева (27 декабря 1900 года, Оренбургская губерния — 2 апреля 1972 года, Уфа) — советский государственный деятель.

## Биография
Родилась в 1900 году в деревне Туембетово (ныне — Кугарчинского района Республики Башкортостан). Член ВКП(б).
С 1918 года — на хозяйственной, общественной и политической работе. В 1918—1955 гг. — учительница башкирского языка и литературы в школах Кипчакского кантона, студентка Башкирского педагогического института имени К. А. Тимирязева, учительница в школах Мраковского района, учительница башкирского языка в башкирской средней школе-интернате № 9 города Уфы, автор методических пособий для учителей башкирского языка.
Избиралась депутатом Верховного Совета СССР 3-го созыва.
Умерла в Уфе 2 апреля 1972 года.

## Видео
- Видео